# Стёганка

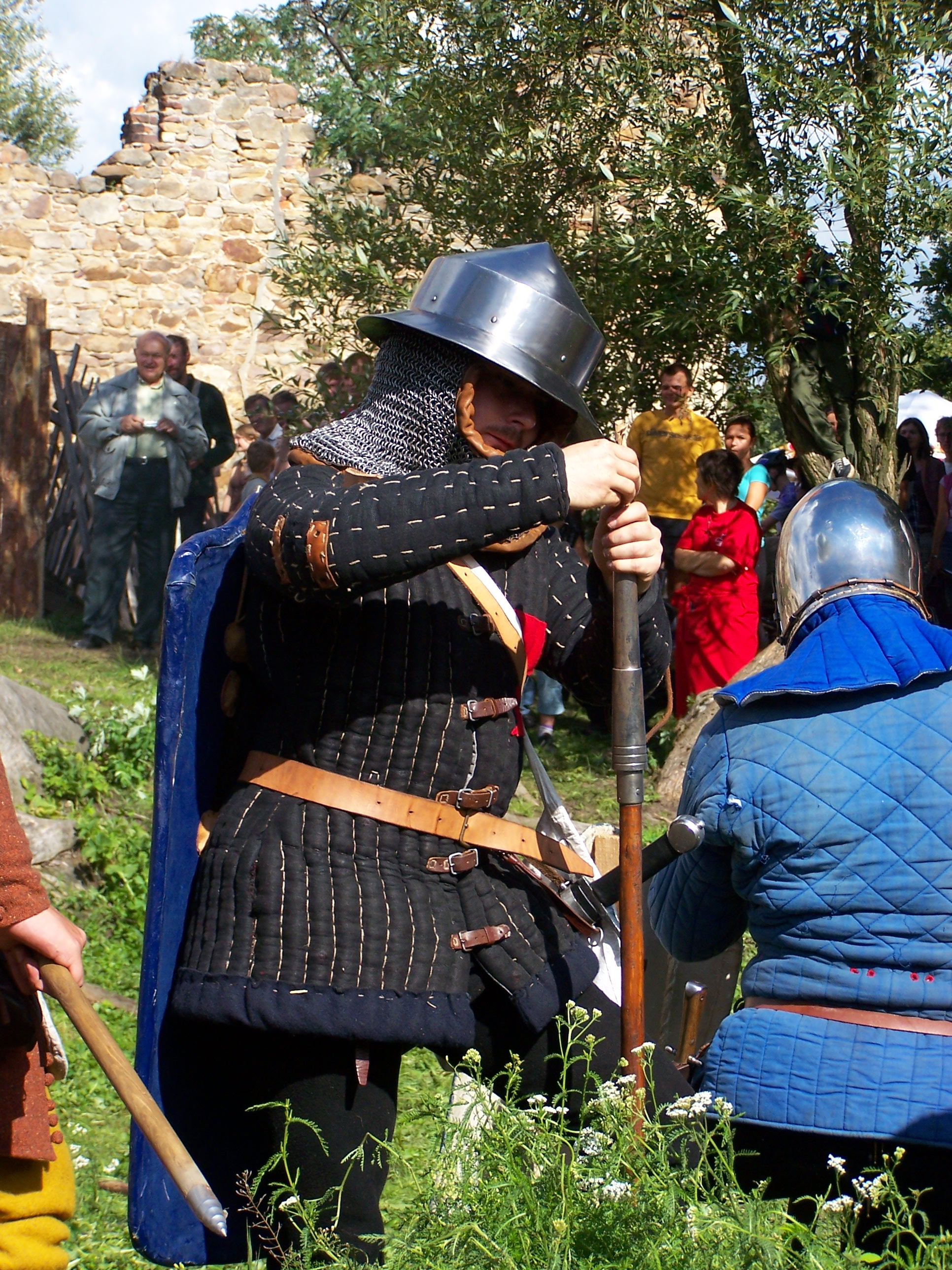
Реконструктор в стёганке

Стёганка — доспешная одежда из множества слоёв ткани.
Стёганка нередко была набита паклей, ватой или конским волосом (в зависимости от региона) и иногда пропитывалась солью. В зависимости от эпохи, региона и сословия считалась либо доспехом, либо поддоспешником.

## История

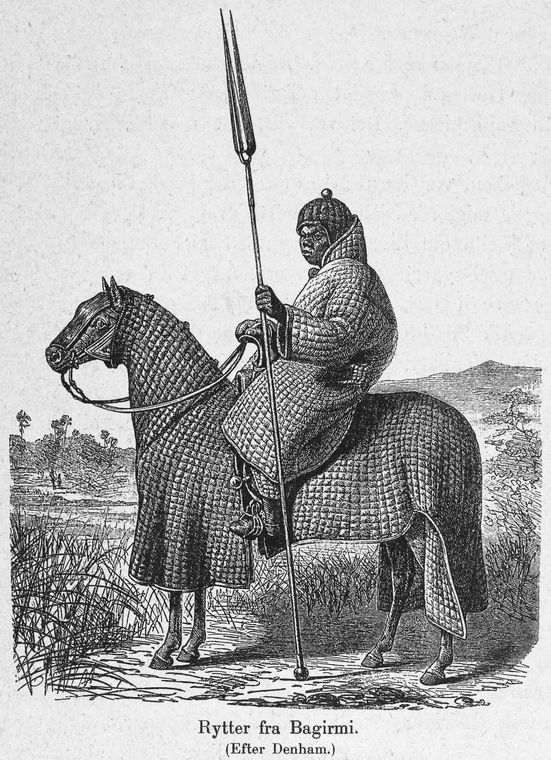
Конный воин султаната Багирми (Чад) в полном стёганом доспехе, включая коня, по описанию Диксона Денема (1823)

Стёганка, например, для рыцарей, не являлась доспехом и носилась ими исключительно как поддоспешник — амортизатор, надеваемый под броню. Однако для пехоты центральной и западной Европы, начиная с Тёмных веков и вплоть до XV века, стёганка не только считалась доспехом, но и часто была единственным доспехом, который могла позволить себе пехота: даже в XV веке бедные пехотинцы в небогатых регионах продолжали её носить. Что касается рыцарских коней, то вплоть до Столетней Войны, когда оказалось, что кони без надёжной защиты под ливнем стрел просто не доскакивают до лучников, бард (если имелся) часто состоял лишь из стёганки без кольчуги. При этом до появления бригантин стёганка нередко надевалась рыцарями не только под, но и поверх кольчуги.

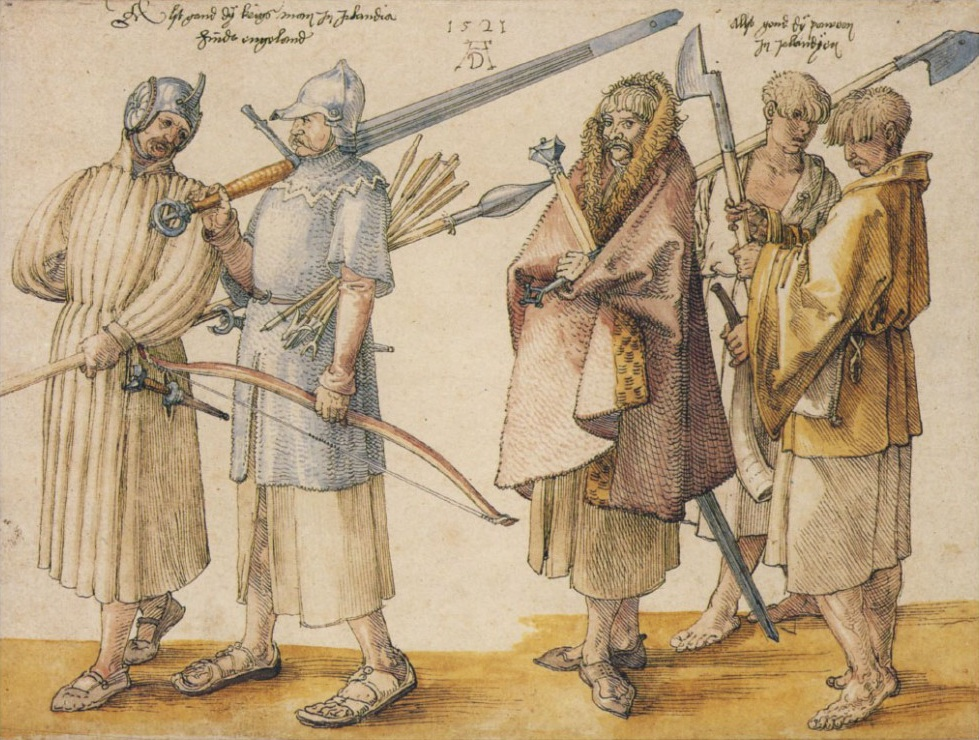
Наёмники-ирландцы. Гравюра А. Дюрера (1521)

Что касается региональных различий, то, например, в Нигерии стёганка считалась доспехом для местных аналогов рыцарей, ездивших на конях, которые также были облачены в неё. При этом их пехота была бездоспешной. На Востоке (Средняя Азия и Ближний Восток) стёганка довольно часто надевалась поверх металлических доспехов с целью защиты от перегрева на солнце.
Про степень защиты стёганки существует полулегендарная история (Ярослав Малина, Рената Малинова «Прыжок в прошлое») о том, как индейцы очень удивили Кортеса тем, что при испытании, стрела с обсидиановым (фактически каменным) наконечником, пущенная индейцем, с лёгкостью пробила кольчугу, но завязла в местной очень толстой стёганке.
Более плотной, чем стёганка, версией поддоспешника является набивной доспех (или набивняк). Чаще всего под этим названием подразумевается куртка из двух-четырёх слоёв льна, прошитая вертикальными полосами (позднее — ромбами) и туго набитая паклей, соломой, ветошью или ватой. Промокая, набивняк начинал гнить, поэтому тот, кто мог себе это позволить, набивал его конским волосом, который был довольно дорог. Однако у набивного доспеха были и свои плюсы: он был тёплым и гибким. 